# تویوتا کرونا
تویوتا کرونا (به انگلیسی: Toyota Corona) یک سری خودرو بود که از سال ۱۹۵۷ تا دسامبر ۲۰۰۳ در 10 نسل توسط شرکت ژاپنی تویوتا تولید می‌شد و پس از آن جای خود را به خودروهای تویوتا آلیون، تویوتا اونسیس و تویوتا کرولا داد.
این خودرو در اروپا با نام کارینا E شناخته می شود.